# Fernando Henrique (ur. 2001)
Fernando Henrique do Nascimento Pereira (ur. 1 czerwca 2001 w São José de Mipibu) – brazylijski piłkarz występujący na pozycji defensywnego lub środkowego pomocnika, od 2024 roku zawodnik Cruzeiro.